# Nabya Haidara
Pour les articles homonymes, voir Haïdara.
Nabya Haidara était une militante politique guinéenne, qui était une figure clé de l'activité armée du rassemblement démocratique africain (RDA).

## Biographie
Nabya Haidara, née d'un père libanais et d'une mère guinéenne soussou.

## Lutte
Très tôt elle devient l'une des combattantes les plus audacieuses du RDA, organisée par Mafory Bangoura. Au début, elles gardaient le quartier de Sandervalia à Conakry où vivait Sékou Touré. EIles ont dirigé des groupes armés dans la région de 1954 à 1958.
Haidara avait une réputation particulièrement féroce car elle se battait souvent avec des sabres gravés à son nom. Lors de son arrestation, la police a trouvé trente sabres dans sa maison. Aissatou N'Diaye a affirmé avoir vu Haidara sauter en l'air et saisir l'arme d'un membre du parti rival, qui s'apprêtait à tirer dans la foule, afin de le désarmer. L'homme a été blessé et Haidara a été condamnée à cinq mois de prison. À une occasion, elle a contribué à sa libération de prison.
Plus tard dans sa vie, Haidara a fait le hajj, ce qui l'a profondément marquée. Elle a estimé qu'elle devait expier la violence de sa vie antérieure, selon une interview en 1991 avec N'Diaye.

## Engagement
Au cours de sa vie, Haidara était considérée comme un « homme à qui on avait donné le mauvais sexe ». Il y avait aussi une rumeur au sein de la RDA selon laquelle Haidara s'habillait en homme. De nombreuses femmes de la RDA ont contesté les rôles de genre, et cela a été un élément clé de leur succès. Il est également clair que pendant la période RDA, Haidara était considéré par la plupart des gens comme adoptant une apparence et un caractère traditionnellement masculins.